# 520-е годы до н. э.
520-е (пятьсо́т двадца́тые) го́ды до на́шей э́ры по пролептическому юлианскому календарю — промежуток времени с 1 января 529 года до н. э. по 31 декабря 520 года до н. э., включающий с 529 по 521 годы 8-го десятилетия  и 520 год 9-го десятилетия VI века 1-го тысячелетия до н. э. Им предшествовали 530-е годы до н. э., за ними следовали 510-е годы до н. э. Они закончились 2545 лет назад.

## Важнейшие события
- 523/2 — Афинский архонт-эпоним Каллиад.
- 521 — Начало занятий в Кротонской школе Пифагора.
- 521 (519) — Оройт, наместник Лидии, Фригии и Ионии, убит Дарием за отказ в помощи.
- 525/4 — Афинский архонт-эпоним Клисфен.
- 525 — Поход персов на Египет. Разгром египтян при Пелусии. Начальник флота Уджагорресент переходит на сторону персов. Взятие Мемфиса и пленение фараона Псамметиха. Ливийцы присылают дань. Правитель Кирены Аркесилай III и Кипр признали власть персов. Персидский сатрап поселяется в Мемфисе. Лето — Камбис объявляет войну Карфагену и требует от Поликрата прислать флот.
- 525—404, 343—332 — 27-я династия (персидская) в Египте.

- 529 — 13-й год по эре правления луского князя Чжао-гуна[1].
- Весной луский полководец Шу-гун осадил Ми[2].
- (согласно гл.40 «Ши цзи», в 528 году) Весной чуский ван пребывал в Ганьси[3], где население страдало от повинностей. Гуань Цун из У организовал заговор против него. Княжичи Ци-цзи и Цзы-би (прибывший из Цзинь в Цай по просьбе Гуань Цуна) договорились в Дэн о совместных действиях[4]. Тогда цзиньский Шу-сян в беседе с Хань Сюань-цзы предсказал дальнейшую судьбу Цзы-би[5].
- В Чу Гуань Цун занял столицу и убил Лу 太子禄 (наследника Лин-вана), поставив ваном брата Лин-вана Цзы-би, линъинем — другого брата Цзы-си, а сыма — третьего брата Ци-цзи. Гуань Цун отправился в Ганьси и заявил, что те воины, которые первыми вернутся домой, сохранят своё имущество, и тогда все оставили Лин-вана[6]. Лин-ван скитался по горам, страдая от голода, и покончил с собой либо умер в 5 луне, в день гуй-чоу в доме Шэнь-хая (либо повесился в его саду)[7]. По другой формулировке, Лин-ван был убит Ци-цзи[8], согласно же «Чуньцю», его убил в 4 луне гун-цзы Би, а затем Ци-цзи убил Би[9].
- Гуань Цун посоветовал вану Би казнить Ци-цзи. В день и-мао Ци-цзи распустил ложные слухи о возвращении Лин-вана, и ван Би (Цзы-би) и Цзы-си покончили с собой[10]. В день бин-чэнь власть захватил младший сын Гун-вана Ци Цзи (он принял имя Сюн-цзюй и титул Пин-ван, эра правления 528—516)[11]. Носил с собой яшму[12].
- Пин-ван (Ци-цзи) в 8 луне вернул к власти внука чэньского Ай-гуна У (Хуэй-гун, эра правления формально 533—506)[13].
- В Цай власть от Пин-вана в 8 луне получил Лу, младший сын Цзин-хоу (Пин-хоу, формально эра правления 530—522)[14]. Пин-хоу, придя к власти, убил сына и наследника Лин-хоу Ю (позднее тот получил титул Инь-гуна)[15]. В 10 луне был похоронен цайский Лин-гун (убитый в 531 году)[16].
- Пин-ван вернул Чжэн захваченные у него Лин-ваном земли. Гуань Цуна он назначил буинем (управителем гаданий). Царство У во время смуты захватило пять чуских военачальников, но затем вернуло их[17].
- Осенью цзиньский князь Чжао-гун созвал съезд в Пинцю (присутствовали князья Цзинь, Ци, Сун, Вэй, Лу, Чжэн, Цао, Цзюй, Чжу, Тэн, Се, Малого Ци и Малого Чжу, чжоуский посол Лю-цзы (Сянь-гун))[18]. Циский князь сперва отказался подтверждать договор, но Шу-сян переубедил его. Цзиньцы устроили военный парад (4000 колесниц). Принято соглашение о взносах. чжусцы и цзюйцы пожаловались на притеснения со стороны Лу. Цзиньский князь велел Шу-сяну отстранить от участия луского князя. В 8 луне, в день цзя-сюй князья заключили договор (кроме луского)[19]. Луский Цзи Пин-цзы (Цзисунь И-жу) приехал, но был задержан, луский гун уехал. Тогда луский сановник Цзы-фу Хуэй-бо (Мэн Цзяо) встретился с Хань Сюань-цзы, в своей речи убедил его, что не следует ссориться с Лу из-за варваров-маней (эпизод 57 «Го юй»), и тогда Хань освободил Цзи Пин-цзы и вернул владение[20].
- В 10 луне луский гун поехал в Цзинь, но от Хуанхэ повернул назад[21].
- Умер князь Янь Дао-гун, ему наследовал Гун-гун (эра правления 528—524)[22].
- усцы напали на Чу, но Пин-ван решил, что царство пока не готово к войне[23]. В 10 луне усцы уничтожили Чжоу-лай (княжество — вассал Чу)[24].